# Монж (місячний кратер)
Кра́тер Монж (лат. Monge) — великий метеоритний кратер на південно-західному узбережжі Моря Достатку на видимому боці Місяця. Назва присвоєна на честь французького математика і геометра Гаспара Монжа (1746—1818) й затверджена Міжнародним астрономічним союзом у 1935 році. Утворення кратера відбулось у пізньоімбрійському періоді.

## Опис кратера

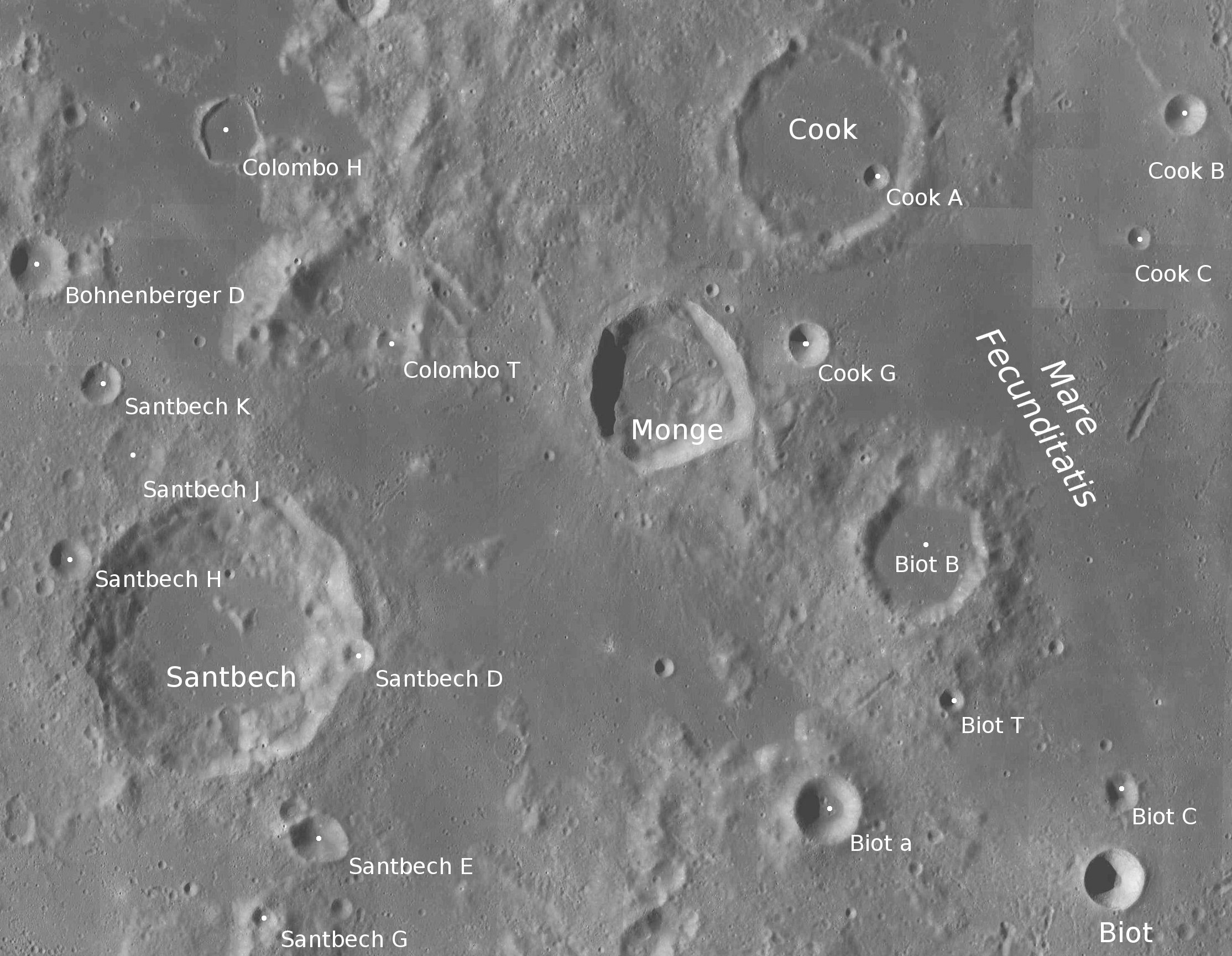
Околиці кратера Монж. Світлина зонда Lunar Reconnaissance Orbiter

Найближчими сусідами кратера Монж є кратер Сантбек на заході південному заході; кратер Колумб на півночі північному заході; кратер Кук на північному сході і кратер Біо на південному сході. На північному заході від кратера Монж знаходяться гори Піренеї і, за ними, Море Нектару. Селенографічні координати центру кратера 19°14′ пд. ш. 47°32′ сх. д. / 19.24° пд. ш. 47.54° сх. д., діаметр 36,6 км, глибина 1540 м.
Кратер Монж має полігональну форму та є помірно зруйнований. Вал згладжений, проте зберіг достатньо чітко окреслену крайку. Внутрішній схил валу є гладким та має сліди руйнування. Висота валу над навколишньою місцевістю сягає 990 м, об'єм кратера становить приблизно 940 км³. Дно чаші є порівняно рівним за виключенням пересіченої південно-східної частини, можливо вкритої породами викинутими при утворенні сусідніх структур. Є центральний пік висотою близько 1000 м. За морфологічними ознаками кратер належить до типу TRI (за назвою типового представника цього класу — кратера Тріснеккер).
Сателітні кратери відсутні